# جهير (طبقة صوت)
الجَهِيْر أو الباص أو باس (بالإنجليزية: Bass)‏ هو نوع من أصوات الغناء الرجولي، يحتل المدى الصوتي الأدنى بين كل الطبقات الصوتية الأخرى. يصنف صوت الجهير بأنه يحتل المجال بين نغمة E الثانية تحت C الوسطى حتى E فوق C الوسطى.